# Ermal Kuqo
Ermal Kuqo, connu sous le nom de Ermal Kurtoğlu en Turquie, né le 12 février 1980 à Korçë en Albanie est un joueur de basket-ball albano-turc.

## Biographie
- 2001-2002 : KK Split ( Croatie)
- 2002-2003 : KK Pivovarna Lasko ( Slovénie)
- 2003-.... : Efes Pilsen Istanbul ( Turquie)

## Palmarès

### Club
- Champion de Turquie 2004, 2005
- Coupe de Turquie 2006

### Sélection nationale
- Championnat du monde
  - 6e du Championnat du monde 2006 au Japon
- Championnat d'Europe
  - Participation au Championnat d'Europe 2005 en Serbie

### Distinction personnelle
- Participation au All Star Game turc 2005
- Participation au All Star Game slovène 2003